# Jukka Nevalainen
Jukka Antero "Jullius" Nevalainen (ur. 21 kwietnia 1978 w Kitee) – fiński perkusista. Znany jest jako perkusista w symphonic metalowym zespole Nightwish. 
Naukę gry na perkusji rozpoczął w wieku 11 lat, kiedy jego nauczyciel od muzyki opowiedział mu o nowo otwartym programie edukacyjnym pod względem muzyki i doradził, by Jukka spróbował swych sił jako perkusista. Jukka nie miał jednak gdzie ćwiczyć, więc początkowo uderzał pałkami we wszystko, w co się tylko dało. Wreszcie dołączył do swojego pierwszego zespołu The Highway, który jednak nie zaszedł daleko. Dołączył do "prawdziwego" zespołu kiedy miał 15-16 lat. Ten zespół posiadał miejsce do prób, jednak było ono dostępne tylko kilka dni w tygodniu. Kiedy skończył z tym zespołem, poznał Erno "Emppu" Vuorinena. Wtedy zdobyli miejsce do prób i mogli ćwiczyć, ile tylko pragnęli. Kiedy Jukka miał 17 lat, Emppu już nawiązywał kontakt z kompozytorem i keyboardzistą Tuomasem Holopainenem. Tuomas miał zamiar stworzyć projekt opierający się na akustycznych brzmieniach i potrzebował perkusisty. W ten sposób Jukka dołączył do zespołu o nazwie Nightwish. Wtedy również dołączyła pierwsza wokalistka zespołu - Tarja Turunen. Muzyka Nightwish przeistaczała się powoli z akustycznej na bardziej metalową.
W 2014 roku Nevalainen zawiesił swoją działalność w zespole ze względów zdrowotnych. Zastąpił go znany z występów w zespole Wintersun - Kai Hahto. Nevalainen pozostał oficjalnym członkiem grupy do lipca 2019 roku, kiedy to ogłosił, że skupi się wyłącznie na pracach obejmujących pozamuzyczne aspekty jej działalności. 
Jest wegetarianinem. Mieszka w Joensuu (Finlandia) z żoną Satu, córką Luną (2003) oraz synem Nikim (2005).

## Instrumentarium
| Talerze perkusyjne Paiste - 18" 2002 Wild Crash - 14" Signature Medium Hi-Hat - 19" 2002 Wild Crash - 8" Signature Splash - 10" 2002 Wild Splash - 20" 2002 Wild Crash - 21" Signature Dry Heavy Ride - 13" Signature Sound Edge Hi-Hat - 18" 2002 Wild Crash - 18" RUDE China |  | Bębny Starclassic Maple Gradation Raspberry - 18"x22" Bass Drum - 18"x22" Bass Drum - 6"x14" Starclassic G Maple Snare Drum - 9"x10" Tom Tom - 10"x12" Tom Tom - 14"x14" Tom Tom - 16"x16" Tom Tom Osprzęt Tama - Iron Cobra Power Glide Single Pedal (HP900P) - Iron Cobra Lever Glide Hi-Hat Stand (HH905) - 1st Chair Ergo-Rider Drum Throne (HT730S) |

## Dyskografia
- Barilari - Barilari (EP) (2003, Rock and Roll Discos, perkusja, produkcja muzyczna)[8]
- Barilari - Barilari (2003, Drakkar Entertainment GMBH, perkusja, produkcja muzyczna)[9]